# Azoros
Ázoros ou Ázórion, en grec ancien : Ἄζωρος ou Ἀζώριον, latin : Azorus, est une polis de la Perrhébie, en Thessalie antique.
Son emplacement se trouve au pied du mont Olympe. Elle forme la communauté de Tripolis, c'est-à-dire en français : trois polis/cités, avec les localités voisines de Pýthion et de Doliché.
Pendant la guerre antiochique, Tripoli est ravagée par une armée de la ligue étolienne, en l'an 191 avant notre ère.
Pendant la troisième guerre macédonienne, les trois villes se rendent à l'armée de Persée de Macédoine, en l'an 171 avant notre ère, mais la même année, les Romains les reconquièrent.
En l'an 169 avant notre ère, des troupes du consul romain Quintus Marcius Philippus campent entre Azorus et Doliche,.
Les trois cités frappent une pièce commune avec l'inscription « ΤΡΙΠΟΛΙΤΑΝ ».
Le site actuel d'Azoros correspond au  palaiokastro, l'ancien fort, du village moderne d'Ázoros.